# Exechiopsis nugax
Exechiopsis nugax är en tvåvingeart som först beskrevs av Oskar Augustus Johannsen 1912.  Exechiopsis nugax ingår i släktet Exechiopsis och familjen svampmyggor. Inga underarter finns listade i Catalogue of Life.